# Tharyx setigera
Tharyx setigera är en ringmaskart som beskrevs av Hartman 1945. Tharyx setigera ingår i släktet Tharyx och familjen Cirratulidae. Inga underarter finns listade i Catalogue of Life.